# 梅爾伯特岩
梅爾伯特岩（英語：Melbert Rocks），是南極洲的岩石，位於愛德華七世地，屬於洛克菲勒山脈的一部分，由美國探險隊發現，現時由南極條約體系管理。